# メラトニン
メラトニン（英: Melatonin）は、動物、植物、微生物に存在する内因性ホルモンであり、また化学的にN-アセチル-5-メトキシトリプタミン (N-acetyl-5-methoxytryptamine) として知られる。日本では、これまで公に小児に対して使用できる睡眠薬がなかったが、2020年に商品名メラトベルで処方箋医薬品として「小児期の神経発達症に伴う入眠困難の改善」の適応で初めて承認された。動物では、メラトニンの血中濃度は1日の周期で変化しており、それぞれの生物学的な機能における概日リズムによる同調を行っている。メラトニンによる多くの生物学的な効果は、メラトニン受容体の活性を通して生成され、他にも広範囲にわたる強力な抗酸化物質としての役割によって、特に核DNAやミトコンドリアDNAを保護する。
メラトニンはアメリカ食品医薬品局（FDA）によってサプリメントに分類されており、医薬品ではない。メラトニンの徐放製剤は、2007年に欧州医薬品庁によって55歳以上の人々に対して処方箋医薬品としてCircadinが承認されたが、小さな効果しか示していない。メラトニン徐放製剤が症状を呈するオーストラリアでは2009年に承認された。ヒトが長期間にわたり外部から補給することによる完全な影響はまだ判明していない。また、2018年に欧州医薬品庁によって小児用メラトニン徐放製剤Slenytoが「小児及び青年期の自閉スペクトラム症及びスミス・マゲニス症候群を伴う不眠症」の適応で承認された。

## 合成
メラトニンは必須アミノ酸であるトリプトファンからセロトニンを経て体内合成される。

## 作用

### 催眠・生体リズムの調節作用
日中、強い光を浴びるとメラトニンの分泌は減少し、夜、暗くなってくると分泌量が増える。メラトニンが脈拍・体温・血圧などを低下させることで睡眠の準備ができたと体が認識し、睡眠に向かわせる作用がある。また朝日を浴びて規則正しく生活することで、メラトニンの分泌する時間や量が調整され、人の持つ体内時計の機能、生体リズムが調整される。そのため不規則な生活や昼間、太陽光を浴びないような生活を続けるとメラトニンがうまく分泌されず、不眠症などの睡眠障害の原因となる。またメラトニンは幼児期（1～5歳）に一番多く分泌され、歳を重ねる毎に分泌量が減っていく。そして歳を取るとメラトニンの分泌量が減るため、眠る時間が短くなる傾向になる。
服用した場合、0.5mgまでが生理学的な作用で、それ以上が薬理学的な作用となるため、通常の3mgの錠剤では生理学的な量の10倍となる。生体からのメラトニン分泌時間を移動させることができ、0.5mgを午前11時から午後7時に服用することで、メラトニン分泌時間は前進し、午前4時から11時では後退する。前日に入眠できた時間のおよそ6-7時間前の服用で最も前進することが期待できる。

### 抗酸化作用
血液脳関門も容易に通り抜けることができて、体全体に行きわたる抗酸化物質であると言われている。メラトニンの抗酸化作用により生殖細胞が保護（活性化）され、またホルモンバランスも改善されるため、不妊症の治療に有効であるとの報告がある。ただし、メラトニンには後述の「性腺抑制作用」もある。

### 性腺抑制作用
メラトニンが増加すると性腺刺激ホルモンが抑制されて生殖腺の発達と機能を抑制し（性腺の退化）、逆にメラトニンが減少すると性腺刺激ホルモンが増加し、性腺刺激ホルモンの過剰分泌が思春期早発につながる。

### 色素細胞に対する退色作用
人間にはその作用は認められなかったが、カエル等の両生類では退色作用が認められている。

### 男性脱毛症の治療
2023年、体系的な見解により、メラトニンが男性脱毛症の治療に有用であることが判明した。

## ヒト

### 概日リズム
ヒトでは、メラトニンは松果体によって生成され、それは小さな内分泌腺であり、脳の中心部にあるが血液脳関門の外側である。メラトニンの信号は、化学的に眠気を起こし体温を低下させることによって睡眠覚醒周期を調節する系の一部を形成するが、中枢神経系（特に視交叉上核、またSCNとも）は、（1度仮定された）メラトニンの信号よりも傍分泌と内分泌系における多くの成分において1日の周期を制御している。
乳幼児のメラトニンの濃度は、出生後約3カ月で深夜から午前8時の間に最高濃度が計測され定期的となる。
ヒトでは、メラトニンの90％は肝臓を通して単一通過で除去され、小量は尿中に排泄され、小量は唾液中に見つかる。
ヒトのメラトニンの生成量は年齢に伴って減少する。また子供が10代になるまで、メラトニン放出の毎晩のスケジュールは遅れており、後になって睡眠と起床の時刻を統制する。

#### 光依存性・電磁波との関係
松果体によるメラトニンの生成は、網膜への光によって阻害され、暗闇によって可能となる。毎晩のその開始は、薄明かりのメラトニンの開始（dim-light melatonin onset、DLMO）と呼ばれる。
波長が約460から480nmの主に青色の光によってメラトニンが抑制され、それは光の強さと曝された時間の長さに比例する。ハーバード大学医学院では夜の青色光が体内時計を狂わせて数種類のがん（乳がん、前立腺がんなど）や糖尿病、心臓病、肥満などさまざまな生活習慣病の発症リスクが高くなる可能性があることも分かってきた。
就寝前に青色の光を遮断するメガネをかけることは、メラトニンの損失を減少させる。Kayumovらは、530nmより大きい波長だけを含む光は、薄暗い状況においてメラトニンを抑制しないことを示した。 メラトニンは眠気を促すため、就寝を早くする必要がある人のためには、就寝前の時間に青色遮断ゴーグルを使用することがすすめられる。
ヒトでは睡眠前の数時間に使用すると、少量 (0.3 mg) のメラトニンは、概日周期を早くし、早い入眠と起床を促す。

## 有効性
フランス医学研究睡眠学会の推奨では、通常の即時放出製剤と、徐々に溶ける除放剤があるが、概日リズム障害には即時放出型、原発性または並存のない不眠症では2mgの徐放型が推奨される。レム睡眠行動障害では、有効性が高く、クロナゼパム（ベンゾジアゼピン系）より忍容性がよいため、最初に処方されることがよくある。使用方法は、就寝の2〜3時間前に1〜3mgのメラトニンを摂取することである。 ハーバード大学医学部によると、毎日安全に使用できる。
メラトニンの徐放剤は、2007年に欧州医薬品庁によって55歳以上の人々に対して処方箋医薬品として承認されたが、小さな効果しか示していない。
しかし、処方薬であれ市販薬であれ、他の睡眠薬はすべて記憶力を悪化させるので、メラトニンがほぼ唯一の選択肢となる。メラトニンはいくつかの無作為化臨床試験で不眠症に効果がないことが示されているため、最近予備的研究で睡眠を改善する可能性が示唆されているカンナビジオール（CBD）や、睡眠を緩和しレストレスレッグ症候群に効果があるとされるマグネシウムを用いることが望ましいとされている。
9時間以上寝ると、認知能力の低下や脳卒中のリスクが高まる可能性があるため、メラトニンで概日リズムを修正し、睡眠時間を7～9時間に固定することが望ましいと言われている。ただし、スポーツ選手を目指す人は10時間睡眠が必要な場合もあり、スポーツの実力も人気に直結する可能性がある。
知的障害を対象としたシステマティック・レビューでは、睡眠までの時間、夜間の覚醒回数を減らし、睡眠時間を増加させていた。別のシステマティック・レビューで、メラトニンは疼痛の強さや、鎮痛薬を必要とする人の割合を減少させていた。
神経発達症（発達障害）の小児では定型発達児に比べ睡眠障害を合併しやすく、睡眠障害により昼間の異常行動が強く現れる。6〜15歳の神経発達症を有する睡眠障害に対して、6ヶ月間のメラトニンの有効性と安全性を評価した国内臨床試験では、投与前に比べ入眠潜時を改善し、寝つき、入床への抵抗、目覚めた時の機嫌、起床後の眠気の強さなどを改善した。また、睡眠障害の改善により神経発達症の特性である興奮性や多動、不適切な言語など昼間異常行動も改善した。
さらに、メラトニンは免疫力を高め、ビタミンC、ビタミンD、亜鉛とともに、ハーバード大学医学部のコロナの予防と治療のための有望なサプリメントである。

## 副作用
- レム睡眠行動障害などの症状（手足を動かす、壁を叩く、夜中に叫ぶ。全て本人は気づいていない。無意識）
- 悪夢（悪夢による中途覚醒、睡眠の質の低下など）
- 低血圧
- 睡眠障害（昼間に飲むなど服用時刻を間違えると概日リズムを乱すことになる、といった意味）
- 生殖機能の退化
- 腹痛（多量に飲んだ場合は、吐き気などの原因になる、といった意味）

専門家の指導が無い限り、14歳以下の子供、妊娠を希望する女性、妊婦、授乳中の女性は使用しないことが勧奨されている。アメリカやカナダでは処方箋無しで購入でき目立った副作用はないとされてきたが近年、副作用の報告が増えている。

## 研究史
アメリカ合衆国のイェール大学病院皮膚科の医師アーロン・ラーナーが、皮膚の色を濃くするホルモン（メラミン細胞刺激ホルモン）を発見した後、今度は反対に皮膚を白くするホルモンを研究している途上で、牛の松果体であるホルモン（メラトニン）が作られていることを知り、それが人間の松果体でも作られているのではないかと考え、それの抽出や研究に入っていった。そして、メラトニンの研究のために志願してきたボランティアの人々にそれを注射すると、ほとんどの人が眠りはじめてしまったという。それによってメラトニンは睡眠と関係し、リラックスさせる作用があることが判った。

## 各国での扱い

### 米国
米国では栄養補助食品・サプリメントとして販売されており、店頭で処方箋なしで誰でも簡単に入手することができる。

### 日本
日本では2020年3月に、メラトニンは商品名メラトベルで「小児期の神経発達症に伴う入眠困難の改善」の適応で承認された。DSM-5に基づいて慎重に診断したうえ、睡眠衛生を指導した上で投与するよう添付文書に記載されている。
メラトベルの発売以前は主として個人輸入の形で入手必要があった。医薬品医療機器等法により、個人の輸入量は1度に2月分までと制限されている。
メラトニンそのものではないが、メラトニン受容体に作用する化合物は、2010年にラメルテオン（商品名ロゼレム）が承認され、適応は「不眠症における入眠困難の改善」である。こちらは体重増加の副作用も指摘されている。ラメルテオンは、アメリカ食品医薬品局が公開したデータの分析により、偽薬と比較してうつ病の危険性を2倍に高めることが見出されている。ただしこの結果は、データの制限があり、偽薬群からは被験者の離脱の情報の欠落しているという影響によって結果がゆがめられている可能性がある。